# 正三角半偏方面體錐
正三角半偏方面體錐，是正三角帳塔的對偶多面體，是九面體的一種，但它並不是詹森多面體。正三角半偏方面體錐共有9個面，8個頂點、和15個邊。
正三角半偏方面體錐的外觀就像是半個正三偏方面體和一個六角錐。
正三角帳塔的對偶多面體由三個箏形和6個等腰三角形組成。

正三角半偏方面體錐的旋轉動畫

## 其他三角帳塔的對偶多面體
三角半偏方面體錐是指其他非正多邊形組成的三角帳塔的對偶多面體。
它由12個不等邊三角形組成，其中有6個銳角三角形和6個頓角三角形。共有12個面、8個頂點和18個邊。
| 三角半偏方面體錐 | 展開圖 |
| ---------------- | ------ |
|                  |        |